# Gottlieb Ziermann
Ludwig Ferdinand Gottlieb Ziermann (* 14. September 1824 in Zeven; † 11. Juni 1895 in Neiße) war ein preußischer Generalmajor.

## Leben

### Herkunft
Gottliebs Eltern waren der hannoversche Hauptmann a. D. Friedrich Ziermann († 1861) und dessen Ehefrau Sophie, geborene Bacmeister († 1872).

### Militärkarriere
Nach dem Besuch des Gymnasiums in Stade trat Ziermann am 11. April 1842 als Kadett in das 5. Infanterie-Regiment der Hannoverschen Armee ein. Am 23. April 1844 wurde er als Sekondeleutnant in das 4. Infanterie-Regiment versetzt und nahm 1849 während des Krieges gegen Dänemark an den Gefechten bei Düppel und Nübel teil. Zur weiteren Ausbildung absolvierte er vom 1. Oktober 1849 bis zum 7. April 1850 die Militärakademie in Hannover. Am 4. Juni 1851 zum Premierleutnant befördert, war er vom 1. Oktober 1852 bis zum 31. März 1853 in das Fort Wilhelm kommandiert. Am 23. Mai 1857 wurde Ziermann Hauptmann und am 17. Mai 1859 als Kompaniechef in das 1. Leib-Infanterie-Regiment versetzt. In dieser Eigenschaft war er vom 9. Mai 1859 bis zum 1. Juni 1866 zur Sanitäts-Kompanie in Hannover kommandiert, nahm 1864 am Deutsch-Dänischen Krieg und 1866 während des Krieges gegen Preußen an der Schlacht bei Langensalza teil. Nach dem verlorenen Krieg und der Annexion des Königreichs Hannover trat Ziermann am 9. März 1867 als Hauptmann mit Patent vom 23. Mai 1857 in den Verband der Preußischen Armee über.
Er wurde dem Infanterie-Regiment Nr. 75 aggregiert, Anfang Juli 1867 zum Major befördert und Mitte November 1867 in den Stab des Infanterie-Regiments Nr. 85 nach Rendsburg versetzt. Am 30. März 1869 erfolgte seine Ernennung zum Kommandeur des II. Bataillons, dass Ziermann 1870/71 im Krieg gegen Frankreich in den Schlachten bei Vionville, Gravelotte, Noisseville, Orleans und Le Mans sowie der Belagerung von Metz führte.
Ausgezeichnet mit beiden Klassen des Eisernen Kreuzes wurde Ziermann nach dem Vorfrieden von Versailles am 22. März 1871 zum Oberstleutnant befördert. Unter Stellung à la suite seines Regiments erfolgte am 22. August 1874 seine Ernennung zum Kommandanten der Festung Küstrin und am 18. Januar 1875 erhielt er den Charakter als Oberst. In gleicher Eigenschaft wurde er unter Verleihung eines Patents zu seinem Dienstgrad am 29. April 1879 nach Neiße versetzt. Anlässlich des Ordensfestes wurde er im Januar 1881 mit dem Roten Adlerorden III. Klasse mit Schleife ausgezeichnet. Unter Verleihung des Charakters als Generalmajor stellte man Ziermann am 15. April 1884 mit Pension zur Disposition. Er starb am 11. Juni 1895 in Neiße.

### Familie
Ziermann heiratete 1851 Bertha Walden († 1876). Aus der Ehe ging der Sohn William Julius Walden (* 1853) hervor, der preußischer Major im Dragoner-Regiment „von Wedel“ (Pommersches) Nr. 11 wurde.